# Colibrí florit de Tolima
El colibrí florit de Tolima (Anthocephala berlepschi) és una espècie d'ocell de la família dels troquílids (Trochilidae).

## Hàbitat i distribució
Habita zones boscoses de la vall del Riu Magdalena, a Colòmbia central.

## Taxonomia
Antany era classificat com una subespècie d'Anthocephala floriceps. Avui ha passat a ser considerat una espècie de ple dret arran estudis recents.